# Đức Hiệp
Đức Hiệp là một xã thuộc huyện Mộ Đức, tỉnh Quảng Ngãi, Việt Nam.

## Địa lý
Xã Đức Hiệp có diện tích 8,87 km², dân số năm 1999 là 7.822 người, mật độ dân số đạt 882 người/km².

## Hành chính
Xã Đức Hiệp được chia thành 5 thôn: An Long, Nghĩa Lập, Phú An, Phước Sơn, Chú Tượng.